# 33 Scènes de la vie
Pour plus de détails, voir Fiche technique et Distribution.
33 Scènes de la vie (33 sceny z życia) est un film dramatique germano-polonais réalisé par Małgorzata Szumowska  et sorti en 2008.

## Fiche technique
- Réalisation : Małgorzata Szumowska
- Scénario et dialogues : Małgorzata Szumowska
- Musique : Paweł Mykietyn
- Pays d'origine :  Pologne /  Allemagne
- Langue :   Polonais
- Durée : 95 min
- Dates de sortie : 
  -  Pologne 7 novembre 2008

## Distribution
- Julia Jentsch (V. F. : Chloé Berthier) − Julia Szczesna
- Peter Gantzler − Adrian, ami de Julia
- Małgorzata Hajewska-Krzysztofik (V. F. : Juliette Degenne) − Barbara, mère de Julia
- Andrzej Hudziak (V. F. : Gabriel Le Doze) − Jurek, père de Julia
- Maciej Stuhr − Piotr, mari de Julia
- Izabela Kuna − Kaśka, sœur de Julia
- Roman Gancarczyk − Krzysiek, frère de Julia
- Rafał Maćkowiak − Tomek, collègue de Kaśka
- Renata Dancewicz − amie de Julia
- Maria Maj − l'infirmière
- Andrzej Kuchno
- Maria Mamona
- Ewa Worytkiewicz
- Boguslawa Schubert
- Wojciech Michniewski

Sources et légende : Version française (V. F.) selon le carton de doublage.

## Récompenses et distinctions
- Festival international du film de Locarno de  2008
  - Prix spécial du jury: 33 Scènes de vie
- Polskie Nagrody Filmowe 2009
  - Aigle du meilleur film
- Festival du film polonais de Gdynia de 2008
  - Meilleure image: Michał Englert
  - Meilleur réalisateur: Małgorzata Szumowska
  - Meilleure musique: Pawel Mykietyn
  - Meilleure actrice dans un second rôle: Malgorzata Hajewska
  - Prix de la critique:Małgorzata Szumowska